# Lillehammer
Lillehammer est une ville norvégienne du comté d'Innlandet (anciennement Oppland), à l'extrémité nord du lac Mjøsa, célèbre dans l'histoire contemporaine pour avoir accueilli les Jeux olympiques d'hiver de 1994.
Elle borde les communes de Øyer au nord, Ringsaker au sud est, Gjøvik au sud, Nordre Land au sud ouest, et Gausdal à l'ouest. 
La ville se situe à 180 km au nord d'Oslo, accessible en 1 h 34 de train et en moins de 2 heures de voiture.

## Démographie
| 1986   | 1990   | 1995   | 2000   | 2005   |
| ------ | ------ | ------ | ------ | ------ |
| 22 128 | 22 782 | 24 170 | 24 724 | 25 075 |

| 2007   | 2010   | 2015   | 2020   | - |
| ------ | ------ | ------ | ------ | - |
| 25 537 | 26 381 | 27 300 | 28 345 | - |

## Géographie
Lillehammer s'étend sur 477 km2. À quelques dizaines de kilomètres au nord-ouest se trouvent le parc national de Jotunheimen et le sommet du Stornubben.

## Histoire
Lillehammer a obtenu le droit de faire du commerce en 1827 et le statut de ville en 1842. Le marchand Ludvig Wiese est considéré comme le fondateur de la ville. En 1964, la commune a fusionné avec celle de Fåberg.

## Attractions
- Bjerkebæk, maison de Sigrid Undset
- Lilleputthammer, parc miniature et d'attractions
- Musée en plein air de Maihaugen
- Musée d'art de Lillehammer
- Parc olympique de Lillehammer
- Norsk Kjøretøyhistorisk Museum
- Musée olympique norvégien

## Transports
L'une des principales lignes ferroviaires norvégiennes, la ligne de Dovre, part de Hamar au nord en passant par Lillehammer en remontant la vallée de Gudbrandsdal, pour se terminer dans la ville de Trondheim. 
La route européenne 6 relie Lillehammer à Oslo.

## Galerie

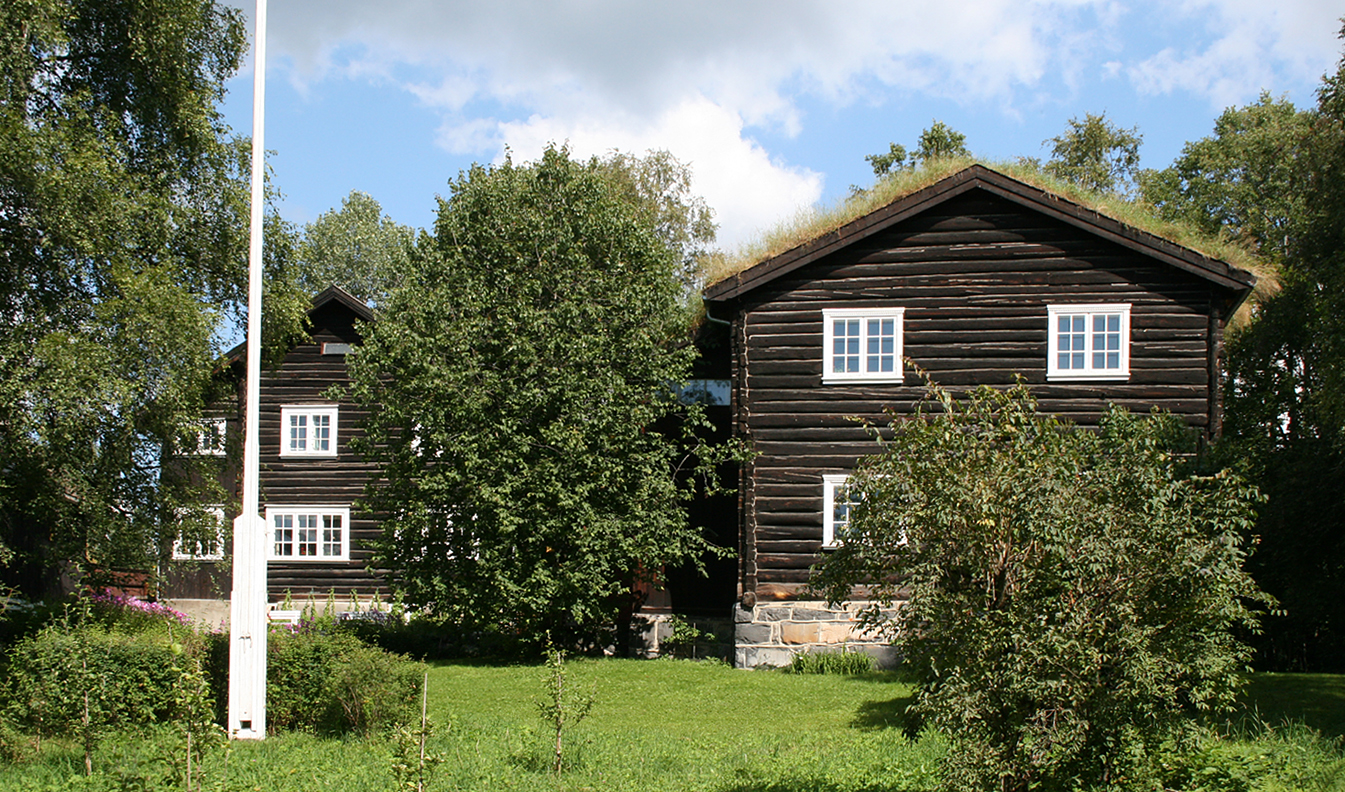
Bjerkebæk
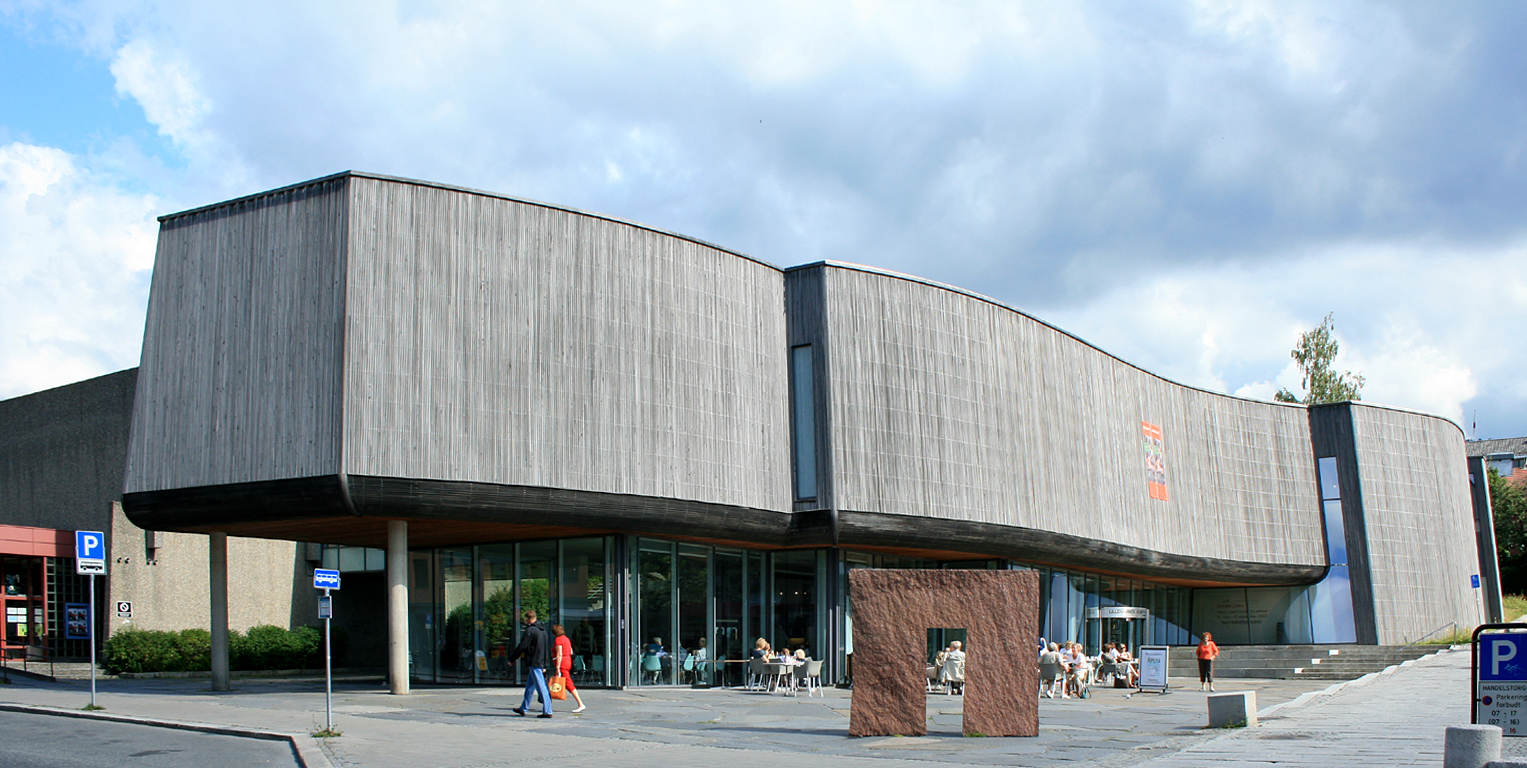
Musée d'art de Lillehammer
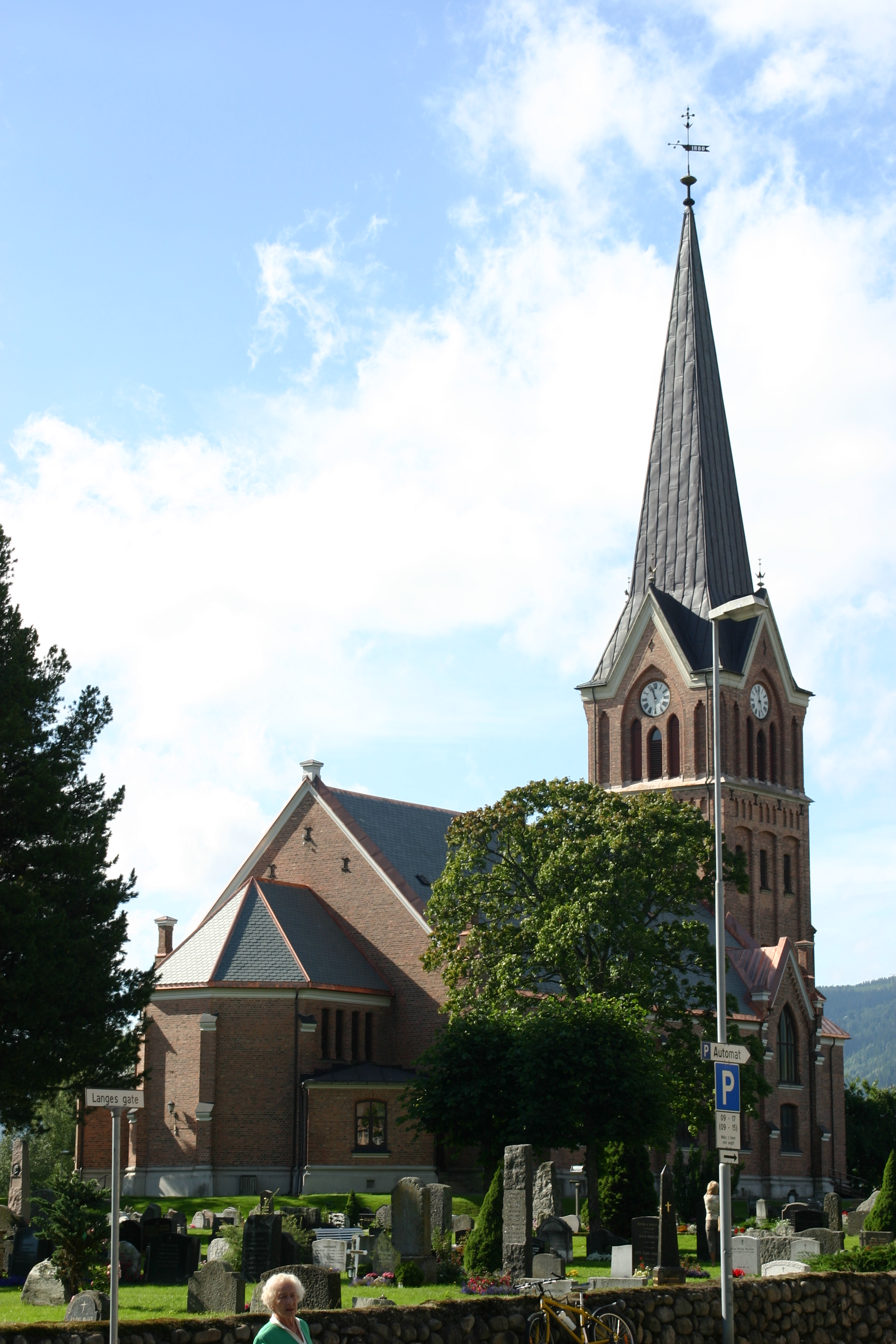
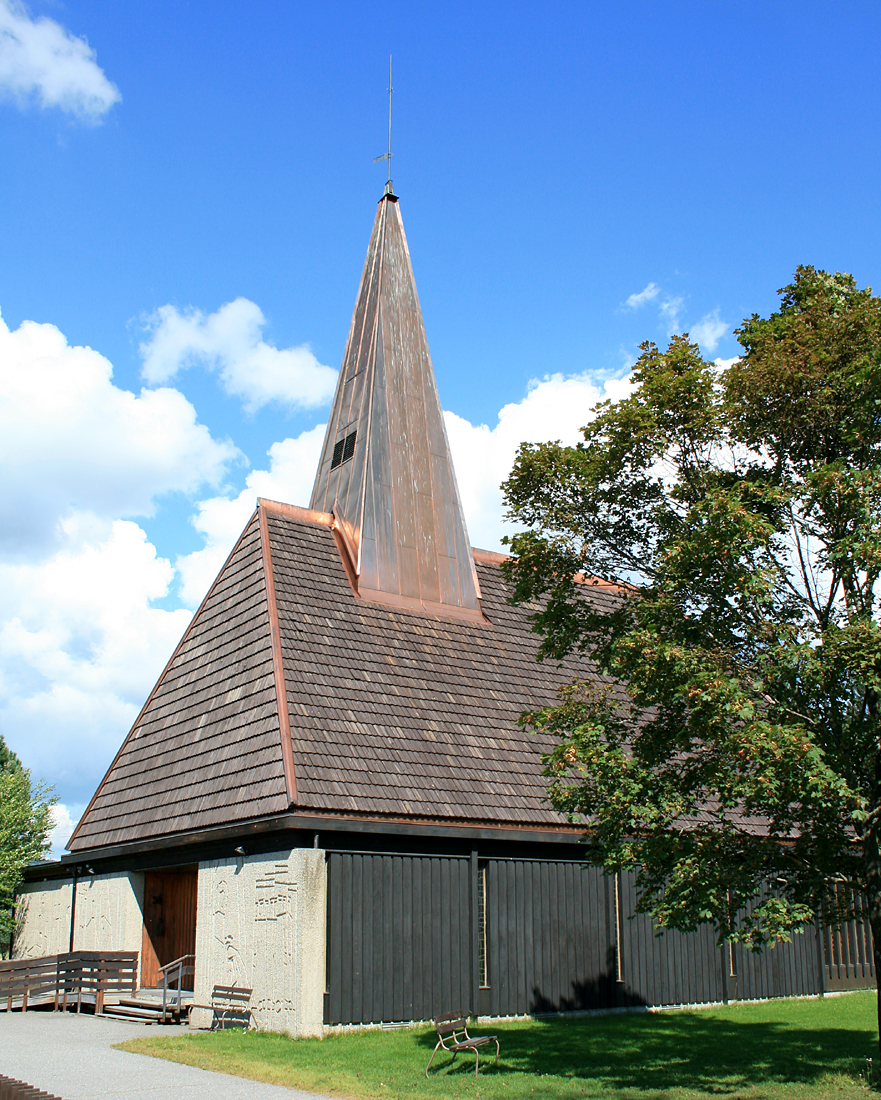

## Sports
La ville s'est équipée pour les jeux olympiques de 1994 d'un ensemble de tremplins de saut à ski appelé Lysgårdsbakken, sur lequel se déroulent depuis des compétitions de haut niveau, notamment des épreuves de coupe du monde de saut à ski.

### Jeux olympiques
Lillehammer est célèbre pour avoir organisé les Jeux olympiques d'hiver de 1994, en coopération avec les communes de Gjøvik, Øyer, Ringebu et Hamar. C'est à cette occasion que, les Jeux d'été et d'hiver, qui se déroulaient auparavant la même année, ont été décalés de deux ans. Ils se sont déroulés deux ans après les Jeux d'Albertville 1992
Les 10 sites construits spécifiquement pour les JO continuent d'accueillir des événements sportifs, et entre leur ouverture en 1994 et l'été 2018, ces derniers ont accueilli 32 Championnats du monde et d'Europe ou tournois internationaux, 129 épreuves de Coupes du monde et 161 Coupes nationales.
La ville a hébergé les Jeux olympiques de la jeunesse d'hiver de 2016.

## Eurovision
Elle a accueilli le Concours Eurovision de la chanson junior en 2004.

## Climat
| Mois                              | jan. | fév.  | mars  | avril | mai  | juin | jui. | août | sep. | oct.  | nov.  | déc. | année |
| --------------------------------- | ---- | ----- | ----- | ----- | ---- | ---- | ---- | ---- | ---- | ----- | ----- | ---- | ----- |
| Température minimale moyenne (°C) | −31  | −29,5 | −23,5 | −14   | −5,4 | −2,2 | 0,5  | −0,6 | −5,8 | −14,5 | −22,5 | −31  | −31   |
| Température maximale moyenne (°C) | 10,4 | 12,5  | 16    | 23,4  | 27,9 | 34   | 31,1 | 33   | 26,4 | 19,5  | 16,2  | 11,3 | 34    |
| Précipitations (mm)               | 39   | 31    | 36    | 32    | 50   | 66   | 76   | 77   | 74   | 75    | 59    | 45   | 660   |

## Jumelages
| Ville | Ville         | Pays | Pays       | Période     |
| ----- | ------------- | ---- | ---------- | ----------- |
|       | Autrans       |      | France     | depuis 1990 |
|       | Düsseldorf    |      | Allemagne  |             |
|       | Hayward       |      | États-Unis |             |
|       | Hørsholm (en) |      | Danemark   |             |
|       | Leksand       |      | Suède      |             |
|       | Oberhof       |      | Allemagne  |             |
|       | Oulainen      |      | Finlande   |             |
|       | Radviliškis   |      | Lituanie   |             |
|       | Shiozawa      |      | Japon      |             |

Lillehammer est jumelée à la ville française d'Autrans (Isère) qui se trouve dans le massif du Vercors près de Grenoble.

## Personnages célèbres
- Juni Arnekleiv (1999-), biathlète
- Edvald Boasson Hagen (1987-), coureur cycliste professionnel
- Simen Fougner (1871-1963), banquier, représentant au Storting, maire de Lillehammer
- Lars Petter Nordhaug (1984-), coureur cycliste professionnel
- Brit Pettersen (1961-), skieuse de fond
- Anders Sandvig (1862–1950), fondateur de Maihaugen
- Åsne Seierstad (1970-), journaliste et écrivain
- Anne Stine Ingstad (1918-1997), archéologue
- Sigrid Undset (1882–1949), écrivain et Prix Nobel de littérature, habitait à Bjerkebæk à partir de 1919
- Amanda Delara (1997-), Chanteuse

## Journaux
- Gudbrandsdalen Dagningen
- Lillehammer byavis

## Série
La série Lilyhammer se déroule dans la ville.